# Notomulciber klapperichi
Notomulciber klapperichi är en skalbaggsart som först beskrevs av Friedrich F. Tippmann 1955.  Notomulciber klapperichi ingår i släktet Notomulciber och familjen långhorningar. Inga underarter finns listade i Catalogue of Life.